# Lis Frederiksen
 Denne artikel omhandler en atlet. For journalisten, se Lis M. Frederiksen.
Lis Frederiksen  er en tidligere dansk atlet. Hun var medlem af Viborg Atletikforening.

## Danske mesterskaber
- Sølv 1959 Kuglestød 11,48
- Bronze 1959 Længdespring 5,22
- Guld 1959 Ottekamp 6246 point.
- Bronze 1958 Længdespring 5,17
- Bronze 1958 Kuglestød 11,48